# Frederick Vah
Frederick Vah (3 febbraio 1981) è un ex calciatore liberiano, di ruolo attaccante.